# 2023-as Formula–1 brit nagydíj
A brit nagydíj a 2023-as Formula–1 világbajnokság tizedik futama, amelyet 2023. július 7. és július 9. között rendeztek meg a Silverstone Circuit versenypályán, Silverstone-ban.

## Választható keverékek
| Abroncs              | Friss | Használt |
| -------------------- | ----- | -------- |
| Kemény keverék (C1)  |       |          |
| Közepes keverék (C2) |       |          |
| Lágy keverék (C3)    |       |          |
| Átmeneti esőgumi (I) |       |          |
| Teljes esőgumi (W)   |       |          |

## Szabadedzések

### Első szabadedzés
A brit nagydíj első szabadedzését július 7-én, pénteken délután tartották, magyar idő szerint 13:30-tól.
| helyezés | versenyző        | csapat/motor          | elért idő | különbség | futott kör |
| -------- | ---------------- | --------------------- | --------- | --------- | ---------- |
| 1        | Max Verstappen   | Red Bull-Renault RBPT | 1:28,600  | −         | 26         |
| 2        | Sergio Pérez     | Red Bull-Honda RBPT   | 1:29,048  | +0,448    | 22         |
| 3        | Alexander Albon  | Williams-Mercedes     | 1:29,089  | +0,489    | 22         |
| 4        | Fernando Alonso  | Aston Martin-Mercedes | 1:29,268  | +0,668    | 21         |
| 5        | Charles Leclerc  | Ferrari               | 1:29,280  | +0,680    | 25         |
| 6        | Esteban Ocon     | Alpine-Renault        | 1:29,319  | +0,719    | 23         |
| 7        | Carlos Sainz Jr. | Ferrari               | 1:29,357  | +0,757    | 25         |
| 8        | Lando Norris     | McLaren-Mercedes      | 1:29,441  | +0,841    | 25         |
| 9        | Lance Stroll     | Aston Martin-Mercedes | 1:29,471  | +0,871    | 26         |
| 10       | Oscar Piastri    | McLaren-Mercedes      | 1:29,658  | +1,058    | 16         |
| 11       | Nyck de Vries    | AlphaTauri-Honda RBPT | 1:29,691  | +1,091    | 26         |
| 12       | Lewis Hamilton   | Mercedes              | 1:29,768  | +1,168    | 23         |
| 13       | Pierre Gasly     | Alpine-Renault        | 1:29,828  | +1,228    | 24         |
| 14       | George Russell   | Mercedes              | 1:29,874  | +1,274    | 28         |
| 15       | Valtteri Bottas  | Alfa Romeo-Ferrari    | 1:30,090  | +1,490    | 22         |
| 16       | Cunoda Júki      | AlphaTauri-Honda RBPT | 1:30,092  | +1,492    | 28         |
| 17       | Logan Sargeant   | Williams-Mercedes     | 1:30,124  | +1,524    | 24         |
| 18       | Csou Kuan-jü     | Alfa Romeo-Ferrari    | 1:30,321  | +1,721    | 20         |
| 19       | Kevin Magnussen  | Haas-Ferrari          | 1:30,385  | +1,785    | 21         |
| 20       | Nico Hülkenberg  | Haas-Ferrari          | 1:30,591  | +1,991    | 22         |

### Második szabadedzés
A brit nagydíj második szabadedzését július 7-én, pénteken délután tartották, magyar idő szerint 17:00-tól.
| helyezés | versenyző        | csapat/motor          | elért idő  | különbség | futott kör |
| -------- | ---------------- | --------------------- | ---------- | --------- | ---------- |
| 1        | Max Verstappen   | Red Bull-Renault RBPT | 1:28,078   | −         | 27         |
| 2        | Carlos Sainz Jr. | Ferrari               | 1:28,100   | +0,022    | 29         |
| 3        | Alexander Albon  | Williams-Mercedes     | 1:28,296   | +0,218    | 30         |
| 4        | Sergio Pérez     | Red Bull-Honda RBPT   | 1:28,342   | +0,264    | 30         |
| 5        | Logan Sargeant   | Williams-Mercedes     | 1:28,766   | +0,688    | 29         |
| 6        | Lance Stroll     | Aston Martin-Mercedes | 1:28,866   | +0,788    | 30         |
| 7        | Nico Hülkenberg  | Haas-Ferrari          | 1:28,880   | +0,802    | 28         |
| 8        | Pierre Gasly     | Alpine-Renault        | 1:28,889   | +0,811    | 27         |
| 9        | Oscar Piastri    | McLaren-Mercedes      | 1:28,926   | +0,848    | 29         |
| 10       | Fernando Alonso  | Aston Martin-Mercedes | 1:29,134   | +1,056    | 26         |
| 11       | Csou Kuan-jü     | Alfa Romeo-Ferrari    | 1:29,225   | +1,147    | 28         |
| 12       | George Russell   | Mercedes              | 1:29,238   | +1,160    | 25         |
| 13       | Esteban Ocon     | Alpine-Renault        | 1:29,242   | +1,164    | 24         |
| 14       | Lando Norris     | McLaren-Mercedes      | 1:29,260   | +1,182    | 24         |
| 15       | Lewis Hamilton   | Mercedes              | 1:29,283   | +1,205    | 24         |
| 16       | Valtteri Bottas  | Alfa Romeo-Ferrari    | 1:29,378   | +1,300    | 28         |
| 17       | Kevin Magnussen  | Haas-Ferrari          | 1:29,439   | +1,361    | 20         |
| 18       | Cunoda Júki      | AlphaTauri-Honda RBPT | 1:29,483   | +1,405    | 25         |
| 19       | Nyck de Vries    | AlphaTauri-Honda RBPT | 1:29,571   | +1,493    | 29         |
| 20       | Charles Leclerc  | Ferrari               | idő nélkül |           | 0          |

### Harmadik szabadedzés
A brit nagydíj harmadik szabadedzését július 8-án, szombaton délután tartották, magyar idő szerint 12:30-tól.
| helyezés | versenyző        | csapat/motor          | elért idő  | különbség | futott kör |
| -------- | ---------------- | --------------------- | ---------- | --------- | ---------- |
| 1        | Charles Leclerc  | Ferrari               | 1:27,419   | −         | 24         |
| 2        | Alexander Albon  | Williams-Mercedes     | 1:27,592   | +0,173    | 14         |
| 3        | Fernando Alonso  | Aston Martin-Mercedes | 1:27,784   | +0,365    | 17         |
| 4        | Pierre Gasly     | Alpine-Renault        | 1:27,893   | +0,474    | 19         |
| 5        | Lewis Hamilton   | Mercedes              | 1:27,948   | +0,529    | 16         |
| 6        | Carlos Sainz Jr. | Ferrari               | 1:27,964   | +0,545    | 21         |
| 7        | Logan Sargeant   | Williams-Mercedes     | 1:28,151   | +0,732    | 16         |
| 8        | Max Verstappen   | Red Bull-Renault RBPT | 1:28,266   | +0,847    | 19         |
| 9        | George Russell   | Mercedes              | 1:28,284   | +0,865    | 17         |
| 10       | Cunoda Júki      | AlphaTauri-Honda RBPT | 1:28,337   | +0,918    | 21         |
| 11       | Nyck de Vries    | AlphaTauri-Honda RBPT | 1:28,504   | +1,085    | 20         |
| 12       | Lando Norris     | McLaren-Mercedes      | 1:28,563   | +1,144    | 18         |
| 13       | Lance Stroll     | Aston Martin-Mercedes | 1:28,620   | +1,201    | 15         |
| 14       | Sergio Pérez     | Red Bull-Honda RBPT   | 1:28,904   | +1,485    | 19         |
| 15       | Kevin Magnussen  | Haas-Ferrari          | 1:29,207   | +1,788    | 13         |
| 16       | Esteban Ocon     | Alpine-Renault        | 1:29,233   | +1,814    | 22         |
| 17       | Oscar Piastri    | McLaren-Mercedes      | 1:29,437   | +2,018    | 20         |
| 18       | Valtteri Bottas  | Alfa Romeo-Ferrari    | 1:29,586   | +2,167    | 15         |
| 19       | Nico Hülkenberg  | Haas-Ferrari          | 1:33,590   | +6,171    | 13         |
| 20       | Csou Kuan-jü     | Alfa Romeo-Ferrari    | idő nélkül |           | 2          |

## Időmérő edzés
A brit nagydíj időmérő edzését július 8-án, szombaton délután tartották, magyar idő szerint 16:00-tól.
| helyezés                 | rajtszám | versenyző        | csapat/motor          | 1. rész  | 2. rész    | 3. rész  | rajthely | futott kör |
| ------------------------ | -------- | ---------------- | --------------------- | -------- | ---------- | -------- | -------- | ---------- |
| 1                        | 1        | Max Verstappen   | Red Bull-Honda RBPT   | 1:29,428 | 1:27,702   | 1:26,720 | 1        | 26         |
| 2                        | 4        | Lando Norris     | McLaren-Mercedes      | 1:28,917 | 1:28,042   | 1:26,961 | 2        | 26         |
| 3                        | 81       | Oscar Piastri    | McLaren-Mercedes      | 1:29,874 | 1:27,845   | 1:27,092 | 3        | 26         |
| 4                        | 16       | Charles Leclerc  | Ferrari               | 1:29,143 | 1:28,361   | 1:27,136 | 4        | 25         |
| 5                        | 55       | Carlos Sainz Jr. | Ferrari               | 1:29,865 | 1:28,265   | 1:27,148 | 5        | 26         |
| 6                        | 63       | George Russell   | Mercedes              | 1:29,412 | 1:28,782   | 1:27,155 | 6        | 24         |
| 7                        | 44       | Lewis Hamilton   | Mercedes              | 1:29,415 | 1:28,545   | 1:27,211 | 7        | 25         |
| 8                        | 23       | Alexander Albon  | Williams-Mercedes     | 1:29,466 | 1:28,067   | 1:27,530 | 8        | 25         |
| 9                        | 14       | Fernando Alonso  | Aston Martin-Mercedes | 1:29,949 | 1:28,368   | 1:27,659 | 9        | 24         |
| 10                       | 10       | Pierre Gasly     | Alpine-Renault        | 1:29,533 | 1:28,751   | 1:27,689 | 10       | 24         |
| 11                       | 27       | Nico Hülkenberg  | Haas-Ferrari          | 1:29,603 | 1:28,896   |          | 11       | 17         |
| 12                       | 18       | Lance Stroll     | Aston Martin-Mercedes | 1:29,448 | 1:28,935   |          | 12       | 19         |
| 13                       | 31       | Esteban Ocon     | Alpine-Renault        | 1:29,700 | 1:28,956   |          | 13       | 18         |
| 14                       | 6        | Logan Sargeant   | Williams-Mercedes     | 1:29,873 | 1:29,031   |          | 14       | 19         |
| 15                       | 11       | Sergio Pérez     | Red Bull-Honda RBPT   | 1:29,968 |            |          | 15       | 11         |
| 16                       | 22       | Cunoda Júki      | AlphaTauri-Honda RBPT | 1:30,025 |            |          | 16       | 11         |
| 17                       | 24       | Csou Kuan-jü     | Alfa Romeo-Ferrari    | 1:30,123 |            |          | 17       | 11         |
| 18                       | 21       | Nyck de Vries    | AlphaTauri-Honda RBPT | 1:30,513 |            |          | 18       | 11         |
| 19                       | 20       | Kevin Magnussen  | Haas-Ferrari          | 1:32,378 |            |          | 19       | 7          |
| Kiz                      | 77       | Valtteri Bottas  | Alfa Romeo-Ferrari    | 1:29,798 | idő nélkül |          | 20[a]    | 11         |
| 107%-os idő: 1:35,141[b] |          |                  |                       |          |            |          |          |            |

Megjegyzések:
- ↑ a:  — Valtteri Bottas eredetileg a 15. helyről kezdte volna a futamot, de nem tudták kinyerni a szabályokban előírt 1 literes üzemanyagmennyiséget a mintavételezéshez, ezért kizárták, de a futamon elindulhatott.[3]
- ↑ b:  — Az időmérő edzést vizes pályán tartották, ezért a 107%-os szabály nem volt érvényben.[4]

## Futam
A brit nagydíj futamát július 9-én, vasárnap délután tartották, magyar idő szerint 16:00-kor.
| helyezés | rajtszám | versenyző        | csapat/motor          | futott kör | idő/kiesés oka   | rajthely | pont  |
| -------- | -------- | ---------------- | --------------------- | ---------- | ---------------- | -------- | ----- |
| 1        | 1        | Max Verstappen   | Red Bull-Honda RBPT   | 52         | 1:25:16,938      | 1        | 26[a] |
| 2        | 4        | Lando Norris     | McLaren-Mercedes      | 52         | +3,798           | 2        | 18    |
| 3        | 44       | Lewis Hamilton   | Mercedes              | 52         | +6,783           | 7        | 15    |
| 4        | 81       | Oscar Piastri    | McLaren-Mercedes      | 52         | +7,776           | 3        | 12    |
| 5        | 63       | George Russell   | Mercedes              | 52         | +11,206          | 6        | 10    |
| 6        | 11       | Sergio Pérez     | Red Bull-Honda RBPT   | 52         | +12,882          | 15       | 8     |
| 7        | 14       | Fernando Alonso  | Aston Martin-Mercedes | 52         | +17,193          | 9        | 6     |
| 8        | 23       | Alexander Albon  | Williams-Mercedes     | 52         | +17,878          | 8        | 4     |
| 9        | 16       | Charles Leclerc  | Ferrari               | 52         | +18,689          | 4        | 2     |
| 10       | 55       | Carlos Sainz Jr. | Ferrari               | 52         | +19,448          | 5        | 1     |
| 11       | 2        | Logan Sargeant   | Williams-Mercedes     | 52         | +23,632          | 14       |       |
| 12       | 77       | Valtteri Bottas  | Alfa Romeo-Ferrari    | 52         | +25,830          | 20       |       |
| 13       | 27       | Nico Hülkenberg  | Haas-Ferrari          | 52         | +26,663          | 11       |       |
| 14       | 18       | Lance Stroll     | Aston Martin-Mercedes | 52         | +27,483[b]       | 12       |       |
| 15       | 24       | Csou Kuan-jü     | Alfa Romeo-Ferrari    | 52         | +29,820          | 17       |       |
| 16       | 22       | Cunoda Júki      | AlphaTauri-Honda RBPT | 52         | +31,225          | 16       |       |
| 17       | 21       | Nyck de Vries    | AlphaTauri-Honda RBPT | 52         | +33,128          | 18       |       |
| 18[c]    | 10       | Pierre Gasly     | Alpine-Renault        | 49         | baleseti sérülés | 10       |       |
| Ki       | 20       | Kevin Magnussen  | Haas-Ferrari          | 31         | erőforrás        | 19       |       |
| Ki       | 31       | Esteban Ocon     | Alpine-Renault        | 9          | olajszivárgás    | 13       |       |

Megjegyzések:
- ↑ a:  — Max Verstappen a helyezéséért járó pontok mellett a versenyben futott leggyorsabb körért további 1 pontot szerzett.
- ↑ b:  — Lance Stroll a 11. helyen végzett, de utólag öt másodperces időbüntetést kapott pályaelhagyások miatt, ami következtében ütközött Pierre Gasly-val.[5]
- ↑ c:  — Pierre Gasly nem fejezte be a futamot, de helyezését értékelték, mivel a versenytáv több, mint 90%-át teljesítette.

## A világbajnokság állása a verseny után
| H   | Versenyzők       | Pont | H   | Konstruktőrök         | Pont |
| --- | ---------------- | ---- | --- | --------------------- | ---- |
| 1.  | Max Verstappen   | 255  | 1.  | Red Bull-Honda RBPT   | 411  |
| 2.  | Sergio Pérez     | 156  | 2.  | Mercedes              | 203  |
| 3.  | Fernando Alonso  | 137  | 3.  | Aston Martin-Mercedes | 181  |
| 4.  | Lewis Hamilton   | 121  | 4.  | Ferrari               | 157  |
| 5.  | Carlos Sainz Jr. | 83   | 5.  | McLaren-Mercedes      | 59   |
| 6.  | George Russell   | 82   | 6.  | Alpine-Renault        | 47   |
| 7.  | Charles Leclerc  | 74   | 7.  | Williams-Mercedes     | 11   |
| 8.  | Lance Stroll     | 44   | 8.  | Haas-Ferrari          | 11   |
| 9.  | Lando Norris     | 42   | 9.  | Alfa Romeo-Ferrari    | 9    |
| 10. | Esteban Ocon     | 31   | 10. | AlphaTauri-Honda RBPT | 2    |

## Statisztikák
- Vezető helyen:
  - Lando Norris: 4 kör (1–4)
  - Max Verstappen: 48 kör (5–52)
- Max Verstappen 43. futamgyőzelme, 27. pole-pozíciója és a 26. versenyben futott leggyorsabb köre.
- A Red Bull Racing 102. futamgyőzelme.
- Max Verstappen 87., Lando Norris 7., Lewis Hamilton 195. dobogós helyezése.
- Nyck De Vries utolsó Formula–1-es versenye.[6]